# Papa Bonifaci III
Bonifaci III (Roma ? - ibídem 12 de novembre de 607) va ser escollit papa el 19 de febrer de l'any 607.
Tot i ser d'origen grec va néixer a Roma. Sent diaca, Bonifaci III ja va cridar l'atenció de Gregori I Magne, el qual el va nomenar llegat a la cort romana d'Orient el 603. Aquesta va ser una etapa molt important en la vida de Bonifaci que influiria en la seva posterior papat. Com a llegat a Constantinoble, va assolir guanyar-se l'estima de l'emperador Flavi Focas i va demostrar ser un diplomàtic excel·lent.
A la mort del Papa Sabinià I el febrer de 606, Bonifaci III va ser triat com el seu successor, però el seu retorn de Constantinoble a Roma es va retardar durant gairebé un any. S'ha debatut molt sobre el perquè d'aquest llarg interregne; alguns historiadors opinen que la intenció era permetre que Bonifaci III conclogués el seu treball a Constantinoble, encara que molts més pensen que això es va deure a problemes en l'elecció. Es creu que Bonifaci III va insistir que l'elecció papal fos lliure i justa i que potser es va negar a assumir el càrrec pontifici fins a convèncer-se que així havia estat. En 607 va rebre de Flavi Focas, emperador d'Orient, el títol de Bisbe Universal, títol que va ser rebutjat pels altres patriarcats i contestat per Ciríac II de Constantinoble. Hi va haver diversos esforços per tornar a unir les esglésies, però la negativa del bisbe romà de rebutjar la posició de direcció donada per Focas, va impedir aquesta reunió.
En qualsevol cas, una vegada va accedir al càrrec va efectuar dos canvis pel que concerneix l'elecció papal:
- En primer lloc, va prohibir que en vida d'un Papa es discutís sobre la seva successió, sota pena d'excomunió.
- En segon lloc, va establir que no es podrien prendre mesures per a l'elecció d'un successor fins a almenys tres dies després de l'enterrament del Papa (actualment són nou dies: novendiali).

També va establir que l'únic bisbe universal fos el de Roma (per tant, el Papa). Fou enterrat a la Basílica de Sant Pere.